# Prêmio Angelo Agostini de melhor web quadrinho
Web quadrinho é uma das categorias do Prêmio Angelo Agostini, premiação brasileira dedicada aos quadrinhos que é realizada pela Associação dos Quadrinhistas e Caricaturistas do Estado de São Paulo (AQC-ESP) desde 1985.

## História
A categoria de melhor web quadrinho faz parte do Prêmio Angelo Agostini desde sua 31ª edição, em 2015. São elegíveis a esta categoria revistas ou fanzines virtuais (disponibilizadas no formato PDF, CDR ou similar), páginas na internet, blogs de tiras ou personagens, sendo o principal critério que a divulgação tenha sido exclusivamente virtual. Os vencedores são escolhidos por voto aberto para todos interessados, sejam profissionais ou leitores, através da cédula disponibilizada no blog oficial da AQC-ESP.
Na edição de 2019, o prêmio teve pela primeira vez uma relação de indicados em cada categoria (até o ano anterior, a cédula de votação não trazia indicação de nomes, cabendo a cada votante escrever seu escolhido). A comissão organizadora do prêmio convidou diversos profissionais da área para a seleção dos indicados.
Devido à pandemia de COVID-19, o 36.º Prêmio Angelo Agostini, que deveria ter ocorrido em 2020, foi realizado em janeiro de 2021. Esse problema se manteve na edição seguinte, focada na produção de quadrinhos de 2020, mas que teve sua votação, em caráter de emergência, realizada no início de 2022. O cronograma foi regularizado ainda em 2022 com a realização da 38.ª edição do prêmio no segundo semestre.

## Vencedores
| Ano  | Vencedores                                            | Outros indicados | Notas                    |
| ---- | ----------------------------------------------------- | --- | ------------------------ |
| 2015 | Blue e os Gatos Paulo Kielwagen                       | Votação aberta, sem lista de indicados | [ 7 ]                    |
| 2016 | Nuvens de Verão Charles Lindberg e Israel de Oliveira | Votação aberta, sem lista de indicados | [ 8 ]                    |
| 2017 | Marco e Seus Amigos Tako X e Alessandra Freitas       | Votação aberta, sem lista de indicados | [ 9 ]                    |
| 2018 | Na Mira da Lena Luciano Freitas                       | Votação aberta, sem lista de indicados | [ 10 ]                   |
| 2019 | Armandinho Alexandre Beck                             | - A Entediante Vida de Morte Crens (Gustavo Borges) - Bolha de Tinta (Bruna Morgan) - Coelho Nero (Omar Viñole) - Kung Fu Ganja (Davi Calil) - Malvados (André Dahmer) - Mentirinhas (Fabio Coala) - PoliticasHQ (Coletivo Feminino de Quadrinhos Políticos) - Ryot IRAS (Ryot) - Will Tirando (Will Leite) | [ 11 ] [ 12 ]            |
| 2020 | Capirotinho Guilherme Infante                         | - As Crônicas de Wesley (Wesley Mercês Silva) - Batatinha Fantasma (Carol Borges e Filipe Remedios) - Bendita Cura (Mário César) - Bittersweet (Mary Cagnin) - Cartumante (Cecília Ramos) - Depósito do Wes (Wesley Samp) - O Abismo (Má Matiazi) - Petisco (coletivo) - Políticas (organizado por Carol Ito) - Porto Alegre em Quadrinhos (Pablito Aguiar) - Razão x Emoção (Guilherme Bandeira) - Valkíria: Guerra Fria (Alex Mir) - Quadrinhos de Helô D'Angelo (Helô D'Angelo) | [ 13 ] [ 14 ] [ nota 1 ] |
| 2021 | Téo & o Mini Mundo Caetano Cury                       | - As Tiras de Pietro Soldi (Pietro Soldi) - Como Fazer Amigos e Enfrentar Alienígenas (Gustavo Borges e Eric Peleias) - Confinada (Leandro Assis e Triscila Oliveira) - Defeito de Fábrica (Rafa Figueiredo) - Juquinha: O Solitário Acidente da Matéria (Max Andrade) - Morte Crens (Gustavo Borges) - Na Mira da Lena (Luciano Freitas) - Raposa & Gengibre (Letícia Pusti) - Travessia (Rapha Pinheiro) | [ 15 ] [ 16 ] [ nota 1 ] |
| 2022 | Téo & o Mini Mundo Caetano Cury                       | - Cantinho do Caio (Caio Oliveira) - Cientirinhas (Marco Merlin) - Linha do Trem (Raphael Salimena) - Os Santos (Leandro Assis e Triscila Oliveira) - Rico Cartum (Rico) - Tirinhas do Cerrado (Evandro Alves) - Tirinhas do Junião (Antonio Junião) - Turma do Cabeça Oca (Christie Queiroz) - Will Tirando (Will Leite) | [ 6 ]                    |
| 2023 | As Tiras da Helô D'Angelo Helô D’Angelo               | - 8 Km (iara Naika) - https://tapas.io/series/48km - info Cartumante (Cecília Ramos) - https://www.instagram.com/cartumante/ - Edifício Celeste (Thiago Krening) - https://funktoon.com/serie/192 - Homem Grilo (Cadu Simões e Fred Hildebrand) - https://homemgrilo.com/ - Mentirinhas (Fabio Coala) - https://mentirinhas.com.br/ - O Capirotinho (Guilherme Infante) - https://www.instagram.com/o_capirotinho/ - Os Santos (Leandro Assis e Triscila Oliveira) - https://www.instagram.com/leandro_assis_ilustra/ - Téo e o Mini Mundo (Caetano Cury) - https://teoeominimundo.com.br/ - Will Tirando (Will Leite) - http://www.willtirando.com.br/ | [ 17 ]                   |